# رباعي كلوريد الكربون
رباعي كلورو الميثان أو رباعي كلوريد الكربون أو رابع كلوريد الكربون هو عبارة عن سائل شفاف ذو رائحة مقبولة تشبه رائحة الكلوروفورم .يغلى عند درجة76م ولا يتأثر بالهواء الجوي كما هو الحال في الكلوروفورم. و يتشكل بارتباط اربع ذرات كلور بذرة كربون.